# Ti conosco, mascherina!
Pour plus de détails, voir Fiche technique et Distribution.
Ti conosco, mascherina! est un film italien réalisé par Eduardo De Filippo, sorti en 1943.

## Fiche technique
- Titre : Ti conosco, mascherina!
- Réalisation : Eduardo De Filippo
- Scénario : Eduardo De Filippo, Alessandro De Stefani, d'après une pièce d'Eduardo Scarpetta
- Photographie : Vincenzo Seratrice
- Montage : Mario Serandrei
- Musique : Umberto Gelassi
- Scénographie : Giovanni Brancaccio
- Son : Nello Di Paolo
- Producteur : Alessandro De Stefani
- Société de production : Juventus Film, Società Italiana Cines
- Pays d'origine :  Royaume d'Italie
- Langage : Italien
- Format : Noir et blanc — 35 mm — 1,37:1 — Son : Mono
- Genre : Comédie
- Durée : 78 minutes (1 h 18)
- Dates de sortie :
  - Royaume d'Italie : 24 décembre 1943

## Distribution
- Eduardo De Filippo : Carmine
- Lída Baarová : Elisa
- Peppino De Filippo : Celestino
- Titina De Filippo : donna Concetta, la femme du dentiste
- Enzo Gainotti (it) : Giuseppe, le dentiste
- Paolo Stoppa : Luigi, le propriétaire de la pharmacie
- Carla Vulberti : Maruzza, fille de Giuseppe et Concetta
- Vanna Vanni : Gemma
- Enrico Viarisio : le baron Liborio Mellifluo